# Mark 21 (核爆弾)
Mark 21はアメリカ合衆国が開発した核爆弾。弾頭部はW21として開発されていたが、こちらは1957年に開発中止となっている。
高濃縮のリチウム6同位体を含む重水素化リチウムを核融合燃料とする熱核弾頭で、ロスアラモス国立研究所でキャッスル作戦の実験装置を参考に開発された。1955年から1956年にかけて275発が生産されている。mod1からmod3の3つのサブタイプがあり、核出力は4-5Mt。信管は触発、空中爆発やレイダウン用の遅延信管が用意された。実験兵器TX-21Cは1956年にレッドウィング作戦で核実験が行なわれ、核出力4.5Mtを記録し、その95%は核融合反応から得られた。Mark 21はB-36やB-47、B-52爆撃機に搭載できた。1957年にはMark 36に更新され退役している。W21はB-58爆撃機の兵装やナバホ巡航ミサイルの弾頭として搭載が検討されていた。